# إبريق

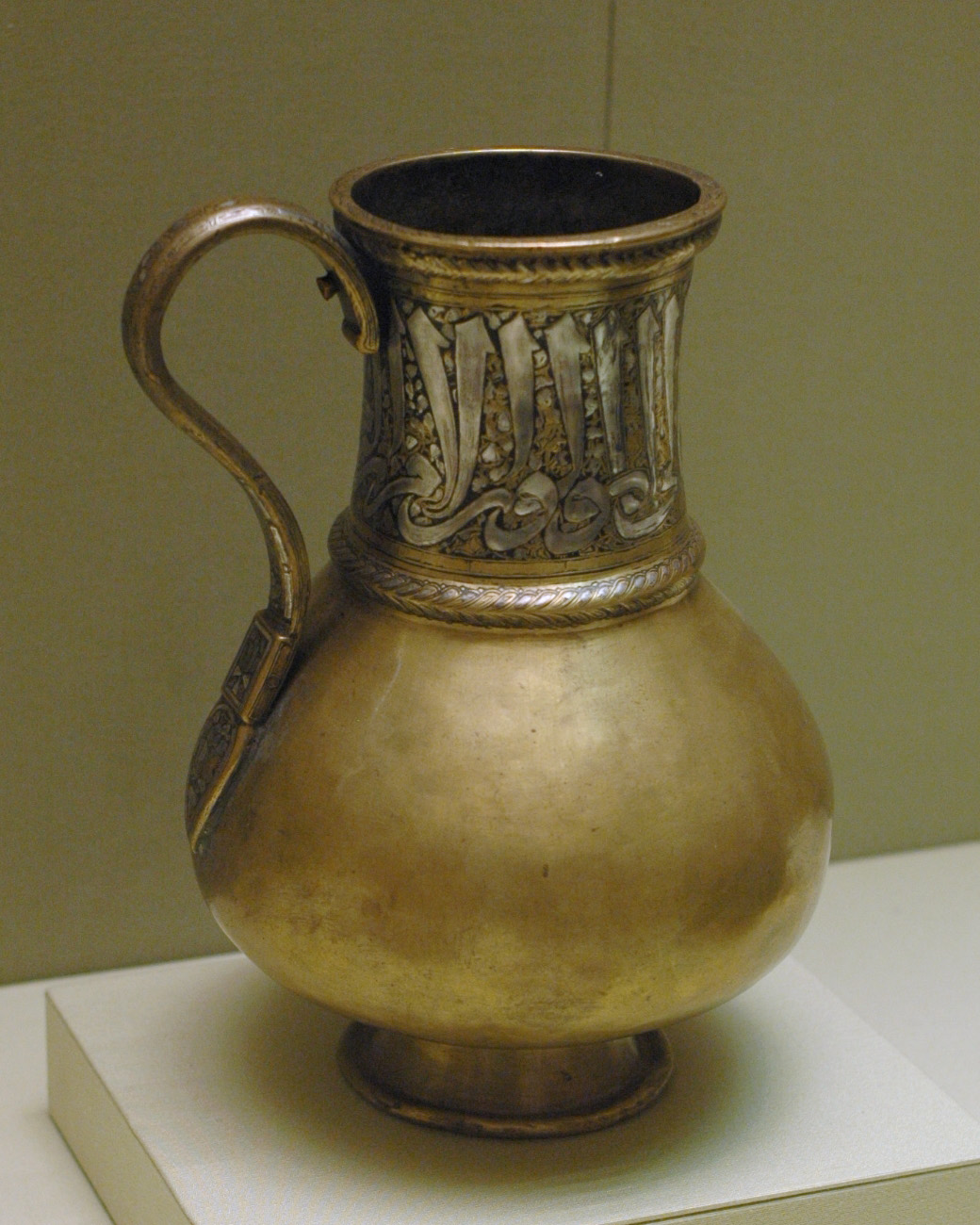
إبريق مصري من عصر المماليك.

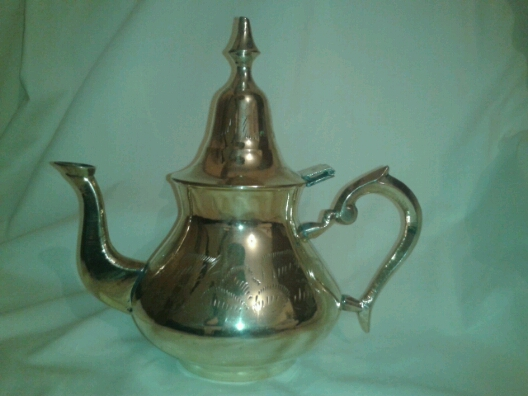
براد مغربي يصب منه الأتاي.

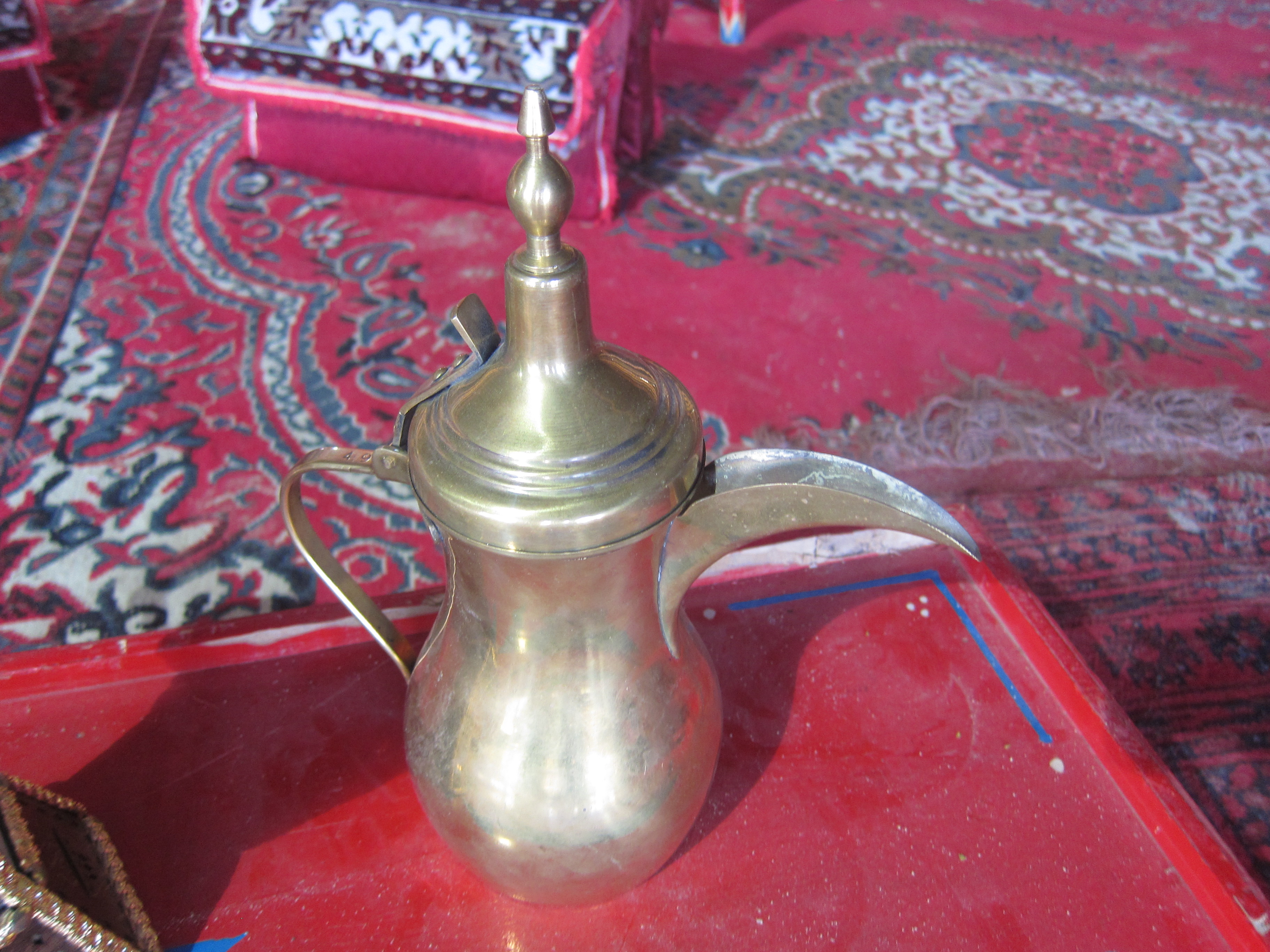
دلة سعودية تقليدية.

الإِبْرِيْق (بالفارسية: آبریز) من المعربات الفارسية ويسمى أيضًا التَأمُوْر (الجمع: تَآمِيْر) (بالإنجليزية: Jug)‏ وهو أحد أنواع الأوعية التي تستخدم لحفظ السوائل. تحتوي الأباريق على فتحة ضيقة لسكب الشراب الموضوع بداخلها، والكثير منها يحتوي على مقابض. و قد يوضع فم الإبريق ما يحفظه ويسمى فدام أو ثدام.يمكن صناعة الأباريق من أي مادة، لكن معظمها عبر التاريخ تمت صناعتها من الطين والزجاج. يحتوي الإبريق أو الإناء على عروة وفم وبلبلة.

## الأصل اللغوي
الإبريق (الجمع: أَبَارِيْق) كلمة فارسية وتعني «صب الماء»، قال تعالى في سورة الواقعة: ﴿يَطُوفُ عَلَيْهِمْ وِلْدَانٌ مُخَلَّدُونَ ۝١٧ بِأَكْوَابٍ وَأَبَارِيقَ وَكَأْسٍ مِنْ مَعِينٍ ۝١٨﴾ [الواقعة:17–18]، في العربية الفصحى تستخدم كلمة التأمور للدلاة على الإبريق، وتعني الصومعة التي يصب منها الماء.

## هوامش
1. ↑  ومنه إلى السريانية ܐܒܪܝܩܐ (أدى شير، 1987-88)
2. ↑  "LDLP - Librairie Du Liban Publishers". www.ldlp-dictionary.com. مؤرشف من الأصل في 2019-12-09. اطلع عليه بتاريخ 2018-09-30.
3. ↑  لسان العرب مادة "تمر"